# 1326 هـ
1326 هـ هي سنة في التقويم الهجري امتدت مقابلةً في التقويم الميلادي بين سنتي 1908 و1909.

## أحداث
- سلطان الحمود الرشيد يغتيل على يد ولي العهد.
- سعود الحمود الرشيد يتولى الحكم، بعد اغتيال أخوه.
- وفاة سعود الحمود الرشيد وتولي سعود بن عبد العزيز بن متعب الرشيد.
- السلطان عبد العزيز يرسل ابنيهما تركي وسعود إلى الشيخ راشد بن علي الباز، للدراسة والعلم.
- السلطان عبد العزيز يتزوج والدة ابنيه محمد وخالد.

## مواليد
- عبد السلام هارون
- عبد الله عبد الغني خياط
- عبد الله كنون
- مفدي زكريا
- محمد يوسف البنوري
- أبو الفضل البرقعي
- إبراهيم بوسحاقي
- جورج فاجدا
- حافظ جميل
- حسن حبنكة الميداني
- حسين مكي العاملي
- عبد الرحمن الإفريقي
- كوركيس عواد
- محمد شفيق العاني
- محمد عبد المعطي الهمشري
- ذو النون أيوب، روائي وصحفي عراقي.

## وفيات
- إبراهيم الأردبيلي
- جويل تشاندلر هاريس
- حبيب الله الخوئي
- حسن بن علي العريض
- سليمان الجليلي
- عبد الرحمن الشربيني
- غلام أحمد القادياني
- قاسم أمين
- محمد بشير السهسواني
- مصطفى كامل
- هرتفيك درانبور
- يوحنا ورتبات